# アゴスティーニョ・ネト大学
アゴスティーニョ・ネト大学（Universidade Agostinho Neto）とは、アンゴラの首都ルアンダに存在する公立大学である。アンゴラ政府によって認められた7つの大学の内の一つである。

## 歴史
1962年に二つの州立大学機関が、ポルトガル領アフリカに、ポルトガル海外領土相のアドリアーノ・モレイラによって設立された。Estudos Gerais Universitários de Angolaが当時のアンゴラに、Estudos Gerais Universitários de Moçambiqueが当時のモザンビークに設立され、工学から医学まで幅広い学位を提供した。1960年代には、ポルトガル本土には4つの公立大学があり、うち2つはリスボンに存在した。1968年には、大学機関はEstudos Gerais Universitários de Angolaと呼ばれ、Universidade de Luanda（ルアンダ大学）と改称された。1975年にポルトガルからアンゴラが独立した後、1979年に組織は"Universidade de Angola"（アンゴラ大学）に改組され、ポルトガルの高等教育機関の後継者となった。1985年に初代大統領アゴスティーニョ・ネトの栄誉を讃えて、現在のアゴスティーニョ・ネト大学に改称された。

## 施設と職員
1998年にアゴスティーニョ・ネト大学には、736人の職員が在籍しており、10%は外国人、11%は常勤講師、7%は準講師、21%はアシスタント講師、61%はティーチング・アシスタントだった。前者2つのカテゴリのみがPh.D.の取得者である。学生＝教員の比率は11:6である。

## 学費など
大学は圧倒的に州の予算に依存している。大学は夜間教育プログラムを学費と引き換えに勤労者に提供している。

## 脚註
1. ↑  （ポルトガル語） 52. UNIVERSIDADE DE LUANDA. Archived 2009-10-24.